# Amy Austin
Pour les articles homonymes, voir Austin.
Amy Theresa Austin, née à Seattle, est une écologiste argentine spécialiste des écosystèmes terrestres.

## Biographie

### Enfance et éducation
Amy Austin est née à Seattle dans l'État de Washington. Elle grandit en Floride car son père travaillait pour le Programme Apollo de la NASA. En 1988, Amy Austin reçoit un Baccalauréat ès Arts en sciences de l'environnement à l'université Willamette en Oregon. En 1997, elle achève sa thèse de doctorat en sciences biologiques à l'université Stanford.

### Carrière
Après sa thèse, elle sollicite une bourse de la National Science Foundation pour effectuer ses recherches postdoctorales en Argentine dans la région de Patagonie. Elle y apprend l'espagnol et se fait naturaliser argentine. En 2005, elle commence à enseigner à la faculté d'Agronomie de l'Université de Buenos Aires. Elle est également chercheuse au Conseil national de la recherche scientifique et technique argentin (CONICET)[citation nécessaire]. 
Ses recherches se concentrent sur la compréhension du fonctionnement du cycle du carbone dans les écosystèmes terrestres et sur l'impact de l'activité humaine sur ces écosystèmes[citation nécessaire].
Elle fait partie du comité de lecture du journal of Ecology.

## Récompenses
- 2018: Prix L'Oréal-Unesco pour les femmes et la science « pour sa contribution remarquable à la compréhension de l'écologie des écosystèmes terrestres dans les paysages naturels et modifiés par l'homme »[4].
- 2004: prix Jeune Chercheuse de la Fondation Antorchas (es) en Argentine[5]
- 1994: Bourse de la NASA en Réchauffement climatique lors de sa recherche de Master [5]